# 王祥 (景泰進士)
王祥（1421年—1480年），字元吉，四川成都府資縣人，軍籍，治《春秋》，年三十一歲中式景泰二年辛未科第三甲第五名進士。九月初九日生，行一，由順天府武清縣學軍生中式順天府鄉試第一百十一名舉人，會試中式第一百七十一名。

## 家族
曾祖王普恕；祖王應先；父王源；母蘇氏。具慶下，妻汪氏。